# Pantalon

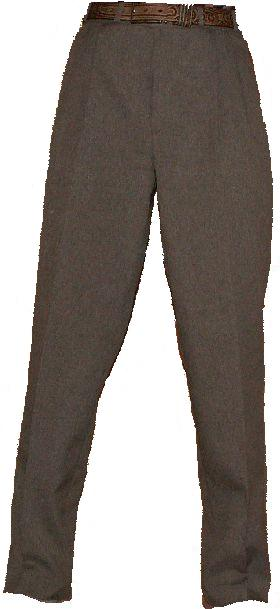
Pantalon

Een pantalon is een ander woord voor (lange) broek en wordt meestal gebruikt om een lange broek van een net pak mee aan te duiden.
Het woord pantalon komt van de commedia dell'arte-figuur Pantalone, de Venetiaanse koopman die voor het chic in een "deftige broek" rondloopt. De naam Pantalone zelf is afgeleid van de heilige San Pantaleone, ook bekend als San Pantalon(e), een in Venetië zeer vereerde heilige. Zijn naam betekent letterlijk ‘in alle opzichten een leeuw’, samengesteld uit de Griekse elementen pan- (‘alles’) en leon (‘leeuw’).
In de Franse taal werd de term pantaleon in 1585 gebruikt om het kostuum van de figuur Pantalon aan te duiden. Later evolueerde dit tot pantalon, waarmee een lange broek werd bedoeld. Dit woord werd vervolgens in het Nederlands overgenomen. Sindsdien is de pantalon uitgegroeid tot een vast onderdeel van de westerse klederdracht, vooral in formele en zakelijke kledingstijlen.